# Linuxマシン
Linuxマシン（リナックスマシン）とは、Linuxカーネルや、Linuxカーネルを含めたGNU/Linuxを実行するコンピュータを指す。ソフトウェアだけではなく、ハードウェアも含めている。Linuxボックスと呼ぶこともある（英語ではLinux boxが普通の呼び名）。
Linuxは多くの種類のコンピュータ（CPUアーキテクチャ、コンピュータ・アーキテクチャ）で利用可能なオペレーティングシステム (OS) で、Linuxマシンと呼んでも、通常のパーソナルコンピュータを始め、マッチ箱程度のサイズから、大きなものはメインフレームと呼ばれる大型のコンピュータまで、世界に存在するコンピュータと呼べる多くの物の上で動作している。そのため、Linuxマシンに、典型的な外観を定義することは出来ない。しかし、Linuxマシンと言ったとき、多くの場合はパーソナルコンピュータ、サーバコンピュータでLinuxが動作しているものを指す。
Linuxマシンを作ることが出来るコンピュータのタイプ（CPUアーキテクチャ）はLinuxカーネルを参照のこと。
Linuxマシンと言った場合、ネットワーク上で独立した単位のコンピュータを指す場合が多く、複数のLinuxマシンが何らかのネットワークで接続され、処理を複数のコンピュータで処理し、利用者から一つのコンピュータの塊に見えるような場合は、Linuxクラスタ（またはコンピュータ・クラスタ）と呼ぶ。
また、Linuxクラスタの一種であるが、クラスタがインターネット上に作られているような場合は、Linuxグリッドと呼ぶ。グリッドの場合、特に複数のOSが参加できるようにしている場合が多い。

## Linuxマシンの分類
ルータ
概ね、マッチ箱からVHSテープの大きさのコンピュータで、ルータとして使われる。一般にハードウェアの性能が非常に低いため、メモリフットプリントの小さい軽量版Linuxディストリビューションが用いられる。
タワー型サーバ
机や床などに据え置きするタイプのサーバで、タワー型PCと同様な形をしている。大きさはPC/AT互換機のミニタワーサイズから冷蔵庫大サイズまで様々ある。
ブレードサーバ
Webサーバ、データベースサーバを稼働させている業務用の薄型サーバである。サーバラックに集約して運用することが多く、単体で用いることは少ない。ネットワークを介して遠隔操作するため、レスポンス向上のために、CUIによる操作が一般的である。
ラックマウント型サーバ
インターネットデータセンター等に設置されているサーバ用のラック（19インチラック）にマウントするのに適した形状のサーバである。ラックサーバとも呼ばれる。詳細はラックマウント型サーバを参照。
パーソナルコンピュータ/ワークステーション
ユーザーが物理的に直接操作するコンピュータである。CPU,メモリ以外にも、GPUやオーディオ等多様な機能が搭載される傾向にある。殆どの場合X Window Systemを搭載しているため、GUIで操作可能な場合が多い。利用するハードウェアが対応している限り、OSの選択に制約はなく、様々なLinuxディストリビューションが利用可能である。
クラスタ
サーバを集めたもの。データセンター内で稼働している。スペースの制約から、ブレードサーバをサーバラックに集約するタイプが多い。ネットワークを介して遠隔操作するため、レスポンス向上のために、CUIによる操作が一般的である。
メインフレーム
企業の基幹業務処理向けに特別に設計される、高性能,高信頼な大型汎用コンピュータである。企業システムの中枢部として稼働する。2000年以前は信頼性確保の面からAT&T社に起源を持つUNIXが用いられて来た。しかし、それ以降は徐々にLinuxが普及して行った。ネットワークを介して遠隔操作するため、レスポンス向上のために、CUIによる操作が一般的である。

## 関連記事
- Linux
- Linuxディストリビューション